# Metrópolis (Grosz)
Metrópolis es un óleo sobre lienzo del artista alemán George Grosz, realizado en 1916-1917. Pertenece a la colección del Museo Thyssen-Bornemisza de Madrid (España).

## Descripción
El crecimiento de las ciudades hasta convertirse en metrópolis gigantes fue uno de los temas favoritos de los artistas de principios del siglo XX. Buscando plasmar este cambio, Grosz retrata Berlín en medio de la Primera Guerra Mundial en su estilo expresionista con predominio del color rojo. En la construcción de la escena, utiliza las técnicas del cubismo y el futurismo, con una perspectiva exagerada y superposición de figuras, que transmiten el ritmo febril de la vida de la ciudad. Pero en contraste con la actitud positiva de otros artistas, la experiencia personal del artista en la primera línea le dio a su obra un carácter apocalíptico, revelando la locura del hombre y el deseo de autodestrucción.

## Historia
Cuando los nazis llegaron al poder, prohibieron el arte moderno, por lo que Grosz fue uno de los artistas proscritos por "degenerados". Metrópolis se mostró en la exposición de Arte Degenerado en 1937. Poco después, fue una de las obras vendidas por el régimen nazi en la Galería Fischer en Lucerna como parte de la recaudación de fondos para el programa de rearme. Más tarde fue comprada por el marchante alemán Kurt Valentin, que emigró a Nueva York, donde abrió la Buchholz Gallery. De esta manera fue cómo Metropolis terminó en Estados Unidos, que también se convirtió en la nueva patria de Grosz en 1933. Compró esta obra icónica tan pronto como pudo mejorar su situación financiera. La pintura perteneció también a Richard L. Feigen durante algún tiempo, después de lo cual terminó en la colección Thyssen-Bornemisza.